# Tyler Butterfield
Tyler Barbour Butterfield (Pembroke (Bermudas), 12 de fevereiro de 1983) é um triatleta profissional das Bermudas. 
Tyler Butterfield  participou das Olimpíadas de 2004 e 2012, ficando em 35º e 34º respectivamente.